# Cimitero di Montrouge
Il cimitero di Montrouge è un cimitero situato nell'area di Parigi ma gestito dalla cittadina di Montrouge, geograficamente situato a sud del XIV arrondissement di Parigi, vicino al boulevard périphérique.
La tomba più visitata è quella dell'umorista Coluche ed oltre ad altre, più o meno famose, vi è anche una cripta.

## Sepolture illustri
- Maurice Arnoux (1895 - 1940), aviatore
- Odile Astié (1941 - 1980), stuntwoman
- Cécile Aubry (1928 - 2010), attrice
- Michel Audiard (1920 - 1985), sceneggiatore e regista
- Émile Bégin (1802 - 1888), storico
- Étienne Béothy (1897 - 1961), scultore e architetto ungherese
- Georges Biscot (1886 - 1945), attore e cantante
- Eugénie Buffet (1866 - 1934), cantante
- Cécile Cerf (1916 - 1973), partigiana
- Marcel Cerf  (1911 - 2010), fotografo e storico
- Pierre Clerget (1875 - 1943), ingegnere
- Coluche (1944 - 1986), attore, comico e umorista
- René Crevel (1900 - 1935), scrittore
- Gabriel Cromer (1873 - 1934), fotografo
- Georges Cusin (1902 - 1964), attore
- Jules Déchin (1869 - 1947), scultore
- Emmanuel Dolivet (1854 - 1910), scultore
- Maurice Escande (1892 - 1973), attore e regista
- Félix Fourdrain (1880 - 1923), compositore
- Pierre-Gilles de Gennes (1932 - 2007), fisico
- Gustave Geffroy (1855 - 1926), giornalista e critico
- Henri Ginoux (1909 - 1994), politico
- Albin de Kazimirski Biberstein (1808 - 1887), orientalista
- Grégory Ken (1947 - 1996), cantante
- Alphonse Kirchhoffer (1873 - 1913), maestro d'armi
- Georges Kirsch (1892 - 1969), aviatore e pilota
- Ernest La Jeunesse (1874 - 1917), scrittore, caricaturista e critico letterario
- Lina Margy (1914 - 1973), cantante
- Jacques Paul Migne (1800 - 1875), presbitero
- Germaine Montero (1909 - 2000), attrice e cantante
- Henri Mouillefarine (1910 - 1994), ciclista
- Louis Noël (1839 - 1925), scultore (sepolto col figlio Jules Déchin)
- Charles Pélissier (1903 - 1959), ciclista
- Henri Queffélec (1910 - 1992), scrittore
- Lucien Rosengart (1881 - 1976), industriale automobilistico
- Albert Simonin (1905 - 1980), scrittore e sceneggiatore
- Nicolas de Staël (1914 - 1955), pittore
- André Tollet (1913 - 2001), dirigente sindacale